# ريتشارد دانسو
ريتشارد دانسو (بالإنجليزية: Richard Danso) هو لاعب كرة قدم غاني، ولد في 16 سبتمبر 2000. لعب مع أكاديمية غرب إفريقيا لكرة القدم.

## وصلات خارجية
- ريتشارد دانسو على موقع قاعدة بيانات كرة القدم.إي يو (الإنجليزية)
- ريتشارد دانسو على موقع Soccerway.com (الإنجليزية)